# Supercard of Honor VIII
Supercard of Honor VIII foi um evento de luta profissional produzido pela Ring of Honor, que ocorreu no dia 4 de abril de 2014 no John A. Alario Sr. Event Center na cidade de Westwego, Louisiana. Esta foi a oitava edição da cronologia do WrestleMania Weekend.

## Antes do evento
Supercard of Honor VIII teve combates de luta profissional envolvendo diferentes lutadores com rivalidades e e histórias pré-determinadas que se desenvolveram no Ring of Honor Wrestling — programa de televisão da Ring of Honor (ROH). Os lutadores interpretaram um vilão ou um mocinho seguindo uma série de eventos para gerar tensão, culminando em várias lutas.

## Resultados
| No.                            | Resultados | Estipulação                                                                                |
| ------------------------------ | --- | ------------------------------------------------------------------------------------------ |
| Dark                           | Luke Hawx derrotou Mike Posey, Corey Hollis e The Romantic Touch                                                            | Luta 4-Way                                                                                 |
| 1                              | Roderick Strong derrotou Cedric Alexander                                                                                   | Luta individual                                                                            |
| 2                              | The Decade (Jimmy Jacobs, B.J. Whitmer e Adam Page) derrotaram Andrew Everett e Adrenaline RUSH (ACH e TaDarius Thomas)     | Luta de trios scramble                                                                     |
| 3                              | RD Evans (com Veda Scott e Ramon) derrotou Silas Young                                                                      | Luta individual                                                                            |
| 4                              | Michael Bennett (com Maria Kanellis) derrotou Mark Briscoe                                                                  | Luta sem desqualificações                                                                  |
| 5                              | reDRagon (Bobby Fish e Kyle O'Reilly) derrotaram Hanson e Raymond Rowe e The Forever Hooligans (Alex Koslov e Rocky Romero) | Luta de três duplas por uma luta pelo ROH World Tag Team Championship no War of the Worlds |
| 6                              | Jay Lethal derrotou Tommaso Ciampa (c) por 2-1                                                                              | Luta de duas quedas pelo ROH World Television Championship                                 |
| 7                              | Michael Elgin derrotou Kevin Steen                                                                                          | Luta individual por uma luta pelo IWGP Heavyweight Championship no War of the Worlds       |
| 8                              | Adam Cole (c) derrotou Jay Briscoe                                                                                          | Ladder War V pelo ROH World Championship                                                   |
| (c) - Campeão(s) antes da luta | |                                                                                            |